# Johann Friedrich Ludwig Göschen
Johann Friedrich Ludwig Göschen (Königsberg, 16 febbraio 1778 – Gottinga, 24 settembre 1837) è stato un giurista tedesco.
Dopo aver frequentato la Scuola della Duomo di Magdeburgo, nel 1794 iniziò a studiare diritto all'Università albertina a Königsberg, proseguendo poi tra il 1796 e il 1798 all'Università Georg-August di Göttingen. Nel 1806 riprese gli studi a Berlino e cinque anni più tardi conseguì il dottorato. 
Successivamente, sempre nell'università della capitale prussiana, ottenne una cattedra straordinaria e nel 1813 una cattedra ordinaria di diritto. Dal 1815 pubblicò con Friedrich Carl von Savigny e Karl Friedrich Eichhorn la rivista Zeitschrift für geschichtliche Rechtswissenschaft, organo della scuola storica del diritto. Dal 1817 fu membro corrispondente dell'Accademia prussiana delle scienze. Nel 1819/20 fu rettore dell'Università Humboldt di Berlino di Berlino.
Nel 1816 viaggiò a Verona per studiare il palinsesto delle istituzioni di Gaio da poco scoperto da Barthold Georg Niebuhr nella biblioteca capitolare. Nel 1821 poté pubblicare la prima edizione delle Istituzioni a cui ne seguì una seconda tre anni più tardi.
Nel 1822 passò alla cattedra di Gottinga.
Johann Friedrich Ludwig Göschen era sposato con Charlotte Delbrück (1781–1862). La coppia ebbe tre figli: il giurista Otto Göschen, il teologo e sovrintendente generale ad Harburg Adolf Göschen e il medico Alexander Göschen.